# 五號鎮區 (北卡羅萊納州克雷文縣)
五號鎮區（英語：Township 5）是位於美國北卡羅萊納州克雷文縣的一個鎮區。

## 地方資料
五號鎮區的面積為143.74平方千米，皆為陸地。根據2020年美國人口普查的數據，當地共有人口4268人，而人口密度為每平方千米29.69人。